# يوكا موراياما
يوكا موراياما (باليابانية: 村山由佳)‏ (10 يوليو 1964 في طوكيو - ) كاتِبة، وروائية من اليابان.

## روابط خارجية
- يوكا موراياما على موقع IMDb (الإنجليزية)
- يوكا موراياما على موقع قاعدة بيانات الفيلم (الإنجليزية)